# Straßenbahn Völklingen
Die Straßenbahn Völklingen war ein zwei Linien umfassendes Straßenbahn-System im Saarland. Es wurde anfangs von der Gemeinde – seit 1937 Stadt  – Völklingen selbst betrieben, später übernahmen die Stadtwerke Völklingen diese Aufgabe. Nach ihrer Stilllegung wurde die Straßenbahn durch den Oberleitungsbus Völklingen ersetzt.

## Geschichte
Der Betrieb wurde am 3. September 1909 auf einem 9,17 Kilometer langen Streckennetz eröffnet. Vom Bahnhof Völklingen führte in südwestlicher Richtung eine Linie über Wehrden und Geislautern nach Ludweiler, sie war 5,6 Kilometer lang. Eine zweite Linie, die ebenfalls am Bahnhof begann, zweigte am Rotweg in Geislautern nach Großrosseln ab, sie war 7,6 Kilometer lang. Am Endpunkt bestand Anschluss an die Straßenbahn Forbach in Lothringen, die jedoch ab 1919 jenseits der saarländischen Grenze in Frankreich lag.
Ab 23. Mai 1928 wurde das meterspurige und überwiegend eingleisig ausgeführte Netz um 3,5 Kilometer bis Luisenthal erweitert, wo es mit der von der Straßenbahnen im Saartal AG betriebenen Straßenbahn Saarbrücken verbunden wurde. Die Gemeinschaftslinie 1 konnte ab 18. November 1928 vom Saarbrücker Neumarkt bis Großrosseln verkehren. Bald danach begann sie im Osten Saarbrückens in Brebach und endete in Ludweiler.
Nach dem Zweiten Weltkrieg befuhr die Linie 1 die Strecke Schafbrücke–Saarbrücken–Völklingen–Großrosseln und die Linie 2 fuhr von Luisenthal über Völklingen nach Ludweiler.
Am 12. November 1950 begann mit der Stilllegung des Abschnitts Völklingen–Püttlingen die allmähliche Umstellung auf Oberleitungsbusse beziehungsweise Omnibusse. 1954 folgte die Einstellung der Strecke nach Ludweiler, am 1. Februar 1958 wurde der Abschnitt Luisenthal–Bahnhof stillgelegt. Als letztes wurde am 18. April 1959 schließlich auch die Linie 1 nach Großrosseln aufgelassen.

## Fahrzeuge
Der Wagenpark der Straßenbahn bestand anfangs aus sieben Triebwagen und acht Beiwagen, 1939 waren es zwölf Triebwagen und sechs Beiwagen.
Zum 1. Januar 1955 waren bei dem als »Stadtwerke Völklingen – Saar – Abteilung Verkehrsbetriebe« genannten Eigenbetrieb der Stadt 9 Triebwagen und 4 Beiwagen vorhanden. Als Streckenlänge wurden 10,95 km  angegeben, wovon 1,63 km zweigleisig waren. Zum Vergleich: für den seit 12. November 1950 bestehenden Obus-Betrieb waren 10 »Motorwagen« und 1 Anhänger vorhanden, zusätzlich waren 12 Omnibusse im Bestand.